# Pelișat, Plevna
Pelișat (în bulgară Пелишат) este un sat în comuna Plevna, regiunea Plevna,  Bulgaria. 

## Demografie
Componența etnică a satului Pelișat
     Turci (1,54%)
     Bulgari (82,56%)
     Romi (13,11%)
     Nicio identificare (2,77%)
La recensământul din 2011, populația satului Pelișat era de 648 locuitori. Din punct de vedere etnic, majoritatea locuitorilor (82,56%) erau bulgari, existând și minorități de romi (13,11%) și turci (1,54%). Pentru 2,77% din locuitori nu este cunoscută apartenența etnică.